# Mount Hope (hrabstwo Grant)
Mount Hope – wieś w Stanach Zjednoczonych, w stanie Wisconsin, w hrabstwie Grant.